# Condado de Marshall (Alabama)

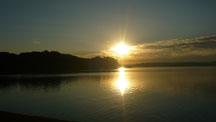
Atardecer en el lago de Guntersville.

El condado de Marshall (en inglés: Marshall County), es un condado del estado estadounidense de Alabama que fue fundado en 1836 y su nombre se le dio en honor al juez John Marshall. En el año 2000 tenía una población de 82 231 habitantes con una densidad de población de 54,3 personas por km². La sede del condado es Guntersville aunque Albertville es la ciudad más grande.

## Geografía
Según la oficina del censo el condado tiene una superficie total de 1514 km² (584,6 mi²), de los que 1469 km² (567,1814671815 mi²) son tierra y 145 km² (56,0 mi²) (9,60%) son agua.

### Ríos
- Río Tennessee

### Condados adyacentes
- Condado de Jackson - noreste
- Condado de DeKalb - este
- Condado de Etowah - sureste
- Condado de Blount - sur
- Condado de Cullman - suroeste
- Condado de Morgan - oeste
- Condado de Madison - noroeste

### Principales carreteras y autopistas
- U.S. Autopista 231
- U.S. Autopista 431
- Carretera estatal 68
- Carretera estatal 69
- Carretera estatal 75
- Carretera estatal 79
- Carretera estatal 168
- Carretera estatal 179
- Carretera estatal 205
- Carretera estatal 227

### Transporte por ferrocarril
La compañía que dispone de servicio es:
- Alabama and Tennessee River Railway

## Demografía
Según el 2000 la renta per cápita media de los habitantes del condado era de 32 167 dólares y el ingreso medio de una familia era de 38 788 dólares. En el año 2000 los hombres tenían unos ingresos anuales 30 500 dólares frente a los 20 807 dólares que percibían las mujeres. El ingreso por habitante era de 17 089 dólares y alrededor de un 14,70% de la población estaba bajo el umbral de pobreza nacional.

## Ciudades y pueblos
- Albertville
- Arab (de modo parcial)
- Boaz (de modo parcial)
- Douglas
- Grant
- Horton
- Guntersville
- Union Grove